# Printsessa tsirka
Printsessa tsirka (russisk: Принцесса цирка, da.: Cirkusprinsesse) er en sovjetisk spillefilm fra 1982 instrueret af Svetlana Druzhinina.
Filmen er en filmatisering af operetten af samme navn fra 1926 skrevet af den ungarske komponist Emmerich Kálmán.

## Medvirkende
- Igor Keblušek som Mr. X
- Natalja Belokhvostikova som Palinskaja
- Nikolaj Trofimov som Duke
- Jurij Moroz som Tony
- Jelena Sjanina som Mary
- Vladimir Basov som Pelican